# جان استاکتون
جان استاکتون (انگلیسی: John Stockton؛ زاده ۲۶ مارس ۱۹۶۲) یک بازیکن بسکتبال اهل ایالات متحده آمریکا است.
او یکی از بهترین گارد راس‌های تاریخ NBA است و با اختلاف بیشترین تعداد اسیست و استیل تاریخ را دارد. او یکی از اساطیر تاریخ یوتا جز است که به همراه کارل ملون پاور فروارد یوتا جز از اواسط دهه ۸۰ و ۹۰ در سال های ۱۹۹۷ و ۱۹۹۸ به فینال NBA رسیدند اما توسط شیکاگو بولز مایکل جردن حذف شدند. او تکنیک پیک اند رول معروفی با کارل ملون داشت که همان باعث شد که او بیشترین اسیست تاریخ را داشته باشد و کارل ملون بعد از لبرون جیمز و کریم عبدالجبار بیشترین امتیاز تاریخ NBA را کسب کند